# Tarahi
Tarahi (nep. तराही) – gaun wikas samiti we wschodniej części Nepalu w strefie Sagarmatha w dystrykcie Saptari. Według nepalskiego spisu powszechnego z 2001 roku liczył on 762 gospodarstw domowych i 4156 mieszkańców (2088 kobiet i 2068 mężczyzn).